# Luis Caffarelli
Luis Caffarelli (Buenos Aires, 8 dicembre 1948) è un matematico argentino, conosciuto per i suoi studi sulle equazioni differenziali alle derivate parziali e sulle relative applicazioni.

## Riconoscimenti
- 1984 Bôcher Memorial Prize
- 1994 Eletto membro della Pontificia Accademia delle Scienze
- 2005 Premio Schock
- 2009 Premio Steele
- 2012 Premio Wolf
- 2023 Premio Abel